# Hemmakväll hos familjen Carl Öst
Hemmakväll hos familjen Carl Öst är ett album med den kristna sångaren Carl Öst. På skivan medverkar även hans hustru Greta och sönerna Simon och Mauno. Carl Öst är författare till fyra av skivans sånger samt även till den dikt han läser upp som ett av spåren. Resterande sånger är en blandning av välkända samt mindre kända sånger ur väckelsesångskatten. Bland de av skivans sånger där Carl Öst själv skrivit texten kan nämnas "En lovsång", där Carl i de två sista stroferna sjunger om sin syn på idrottsevenemang, och "Politiksången", där han i inledningen berättar om hur det var på 1940-talet när man skulle rösta till riksdag.
Skivan gavs för första gången ut 1968 på skivbolaget Hemmets Härold. 1973 utgavs en lågprisutgåva, då på skivbolaget Moondisc.

## Låtlista

### Sida 1
1. Detta är himmel för mig
2. En lovsång
3. Det är redan saligt
4. Vi äro kämpar (Instrumental)
5. Dikt
6. Nere i dalen
7. Framåt det går igenom

### Sida 2
1. Politiksången
2. Nu är min synd förlåten
3. O sällhet stor (Instrumental)
4. O Golgata härliga ljuvliga plats
5. Förlorade sonen
6. Uti himmelen en gång
7. Hem, hem